# Thézan-lès-Béziers
Thézan-lès-Béziers est une commune française située dans le sud du département de l'Hérault, en région Occitanie.
Exposée à un climat méditerranéen, elle est drainée par l'Orb, le Taurou, le ruisseau Rhonel et par divers autres petits cours d'eau. La commune possède un patrimoine naturel remarquable composé d'une zone naturelle d'intérêt écologique, faunistique et floristique.
Thézan-lès-Béziers est une commune urbaine qui compte 3 070 habitants en 2022, après avoir connu une forte hausse de la population depuis 1962. Elle est dans l'unité urbaine de Thézan-lès-Béziers et fait partie de l'aire d'attraction de Béziers. Ses habitants sont appelés les Thézanais, les habitantes les Thézanaises.

## Géographie

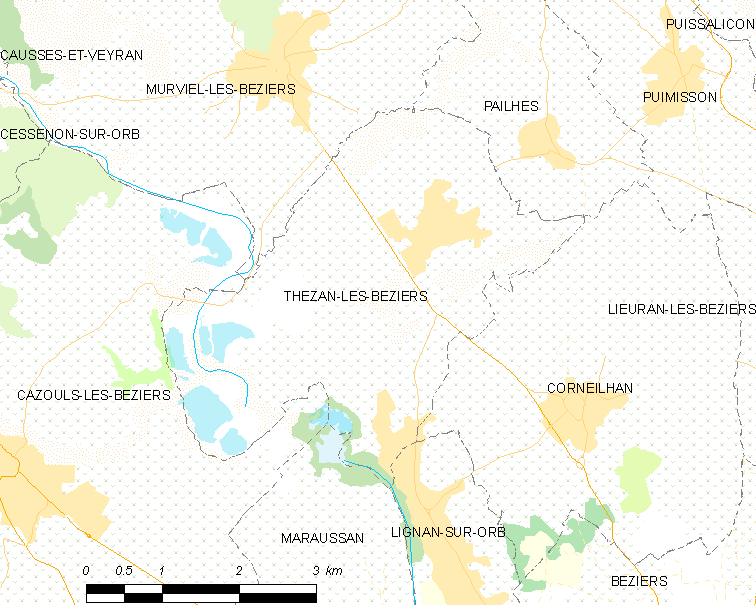
Carte.

### Climat
Pour des articles plus généraux, voir Climat de l'Occitanie et Climat de l'Hérault.
En 2010, le climat de la commune est de type climat méditerranéen franc, selon une étude s'appuyant sur une série de données couvrant la période 1971-2000. En 2020, Météo-France publie une typologie des climats de la France métropolitaine dans laquelle la commune est exposée à un climat méditerranéen et est dans la région climatique  Provence, Languedoc-Roussillon, caractérisée par une pluviométrie faible en été, un très bon ensoleillement (2 600 h/an), un été chaud (21,5 °C), un air très sec en été, sec en toutes saisons, des vents forts (fréquence de 40 à 50 % de vents > 5 m/s) et peu de brouillards.
Pour la période 1971-2000, la température annuelle moyenne est de 14,5 °C, avec une amplitude thermique annuelle de 16 °C. Le cumul annuel moyen de précipitations est de 662 mm, avec 5,5 jours de précipitations en janvier et 2,5 jours en juillet. Pour la période 1991-2020, la température moyenne annuelle observée sur la station météorologique la plus proche, située sur la commune de Murviel-lès-Béziers à 3 km à vol d'oiseau, est de 15,1 °C et le cumul annuel moyen de précipitations est de 663,2 mm,. Pour l'avenir, les paramètres climatiques de la commune estimés pour 2050 selon différents scénarios d'émission de gaz à effet de serre sont consultables sur un site dédié publié par Météo-France en novembre 2022.

### Milieux naturels et biodiversité

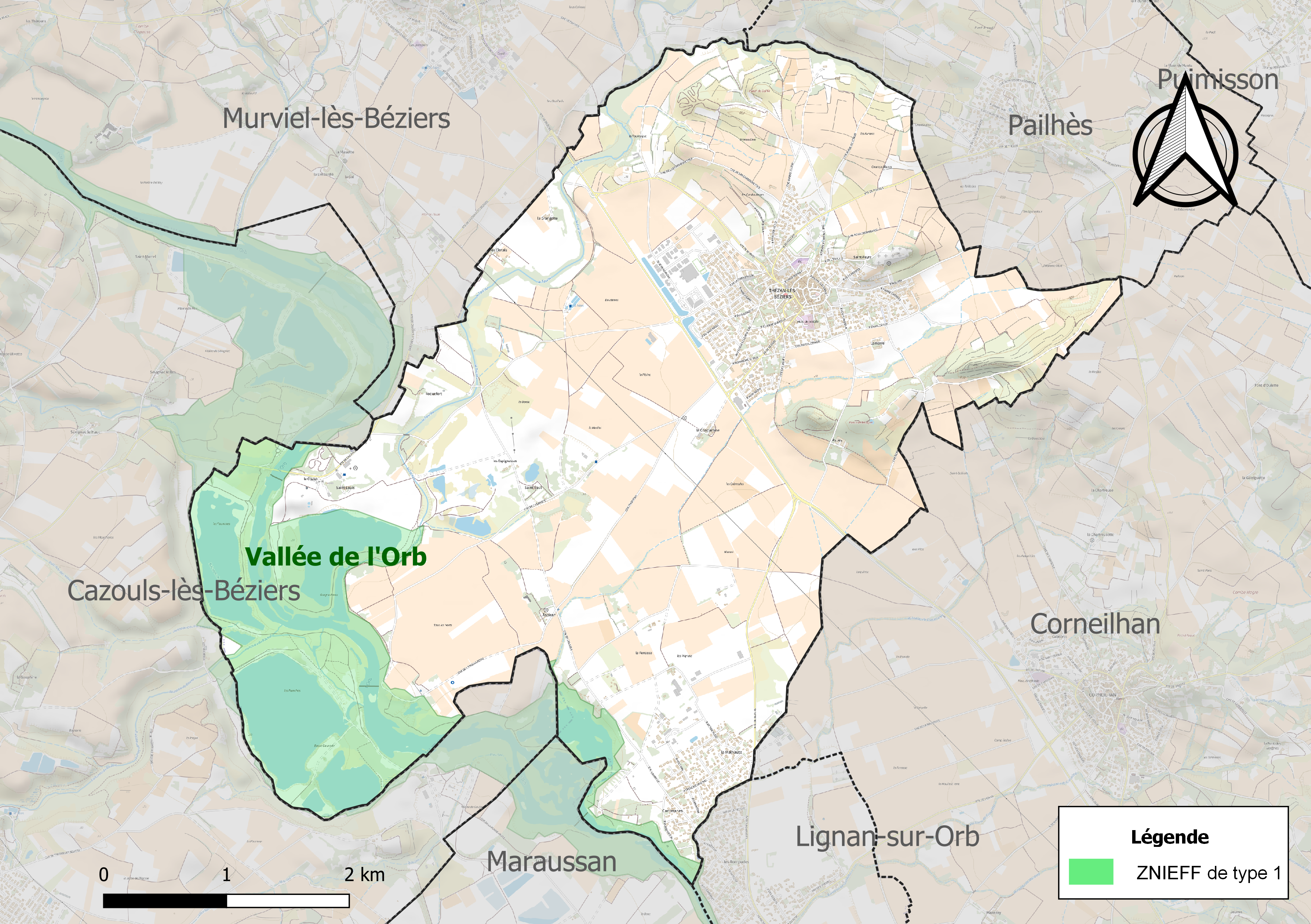
Carte de la ZNIEFF de type 1 localisée sur la commune.

L’inventaire des zones naturelles d'intérêt écologique, faunistique et floristique (ZNIEFF) a pour objectif de réaliser une couverture des zones les plus intéressantes sur le plan écologique, essentiellement dans la perspective d’améliorer la connaissance du patrimoine naturel national et de fournir aux différents décideurs un outil d’aide à la prise en compte de l’environnement dans l’aménagement du territoire.
Une ZNIEFF de type 1 est recensée sur la commune :
la « vallée de l'Orb » (634 ha), couvrant 8 communes du département.

## Urbanisme

### Typologie
Au 1er janvier 2024, Thézan-lès-Béziers est catégorisée petite ville, selon la nouvelle grille communale de densité à sept niveaux définie par l'Insee en 2022.
Elle appartient à l'unité urbaine de Thézan-lès-Béziers, une unité urbaine monocommunale constituant une ville isolée,. Par ailleurs la commune fait partie de l'aire d'attraction de Béziers, dont elle est une commune de la couronne,. Cette aire, qui regroupe 53 communes, est catégorisée dans les aires de 50 000 à moins de 200 000 habitants,.

### Occupation des sols
L'occupation des sols de la commune, telle qu'elle ressort de la base de données européenne d’occupation biophysique des sols Corine Land Cover (CLC), est marquée par l'importance des territoires agricoles (75 % en 2018), en diminution par rapport à 1990 (83,1 %). La répartition détaillée en 2018 est la suivante : 
cultures permanentes (56,9 %), zones agricoles hétérogènes (18,1 %), zones urbanisées (11 %), mines, décharges et chantiers (5,8 %), eaux continentales (4,4 %), milieux à végétation arbustive et/ou herbacée (3 %), forêts (0,8 %). L'évolution de l’occupation des sols de la commune et de ses infrastructures peut être observée sur les différentes représentations cartographiques du territoire : la carte de Cassini (XVIIIe siècle), la carte d'état-major (1820-1866) et les cartes ou photos aériennes de l'IGN pour la période actuelle (1950 à aujourd'hui).

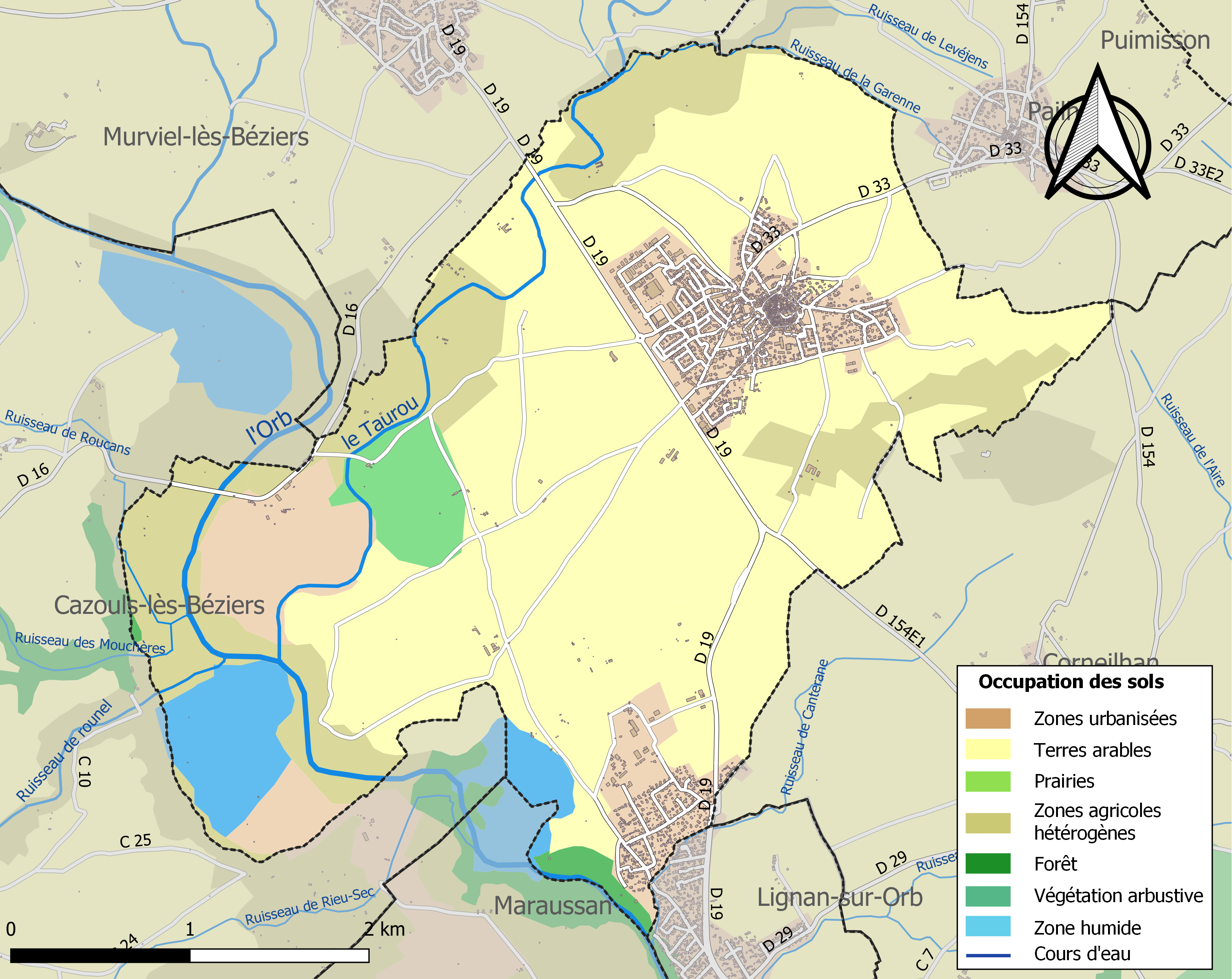
Carte des infrastructures et de l'occupation des sols de la commune en 2018 (CLC).

### Risques majeurs
Le territoire de la commune de Thézan-lès-Béziers est vulnérable à différents aléas naturels : météorologiques (tempête, orage, neige, grand froid, canicule ou sécheresse), inondations, feux de forêts et séisme (sismicité faible). Il est également exposé à deux risques technologiques,  le transport de matières dangereuses et la rupture d'un barrage. Un site publié par le BRGM permet d'évaluer simplement et rapidement les risques d'un bien localisé soit par son adresse soit par le numéro de sa parcelle.

#### Risques naturels
Certaines parties du territoire communal sont susceptibles d’être affectées par le risque d’inondation par débordement de cours d'eau, notamment l'Orb et le Taurou. La commune a été reconnue en état de catastrophe naturelle au titre des dommages causés par les inondations et coulées de boue survenues en 1982, 1984, 1987, 1990, 1992, 1995, 1996, 2014 et 2019,.
Thézan-lès-Béziers est exposée au risque de feu de forêt. Un plan départemental de protection des forêts contre les incendies (PDPFCI) a été approuvé en juin 2013 et court jusqu'en 2022, où il doit être renouvelé. Les mesures individuelles de prévention contre les incendies sont précisées par deux arrêtés préfectoraux et s’appliquent dans les zones exposées aux incendies de forêt et à moins de 200 mètres de celles-ci. L’arrêté du 25 avril 2002 réglemente l'emploi du feu en interdisant notamment d’apporter du feu, de fumer et de jeter des mégots de cigarette dans les espaces sensibles et sur les voies qui les traversent sous peine de sanctions. L'arrêté du 11 mars 2013 rend le débroussaillement obligatoire, incombant au propriétaire ou ayant droit,.

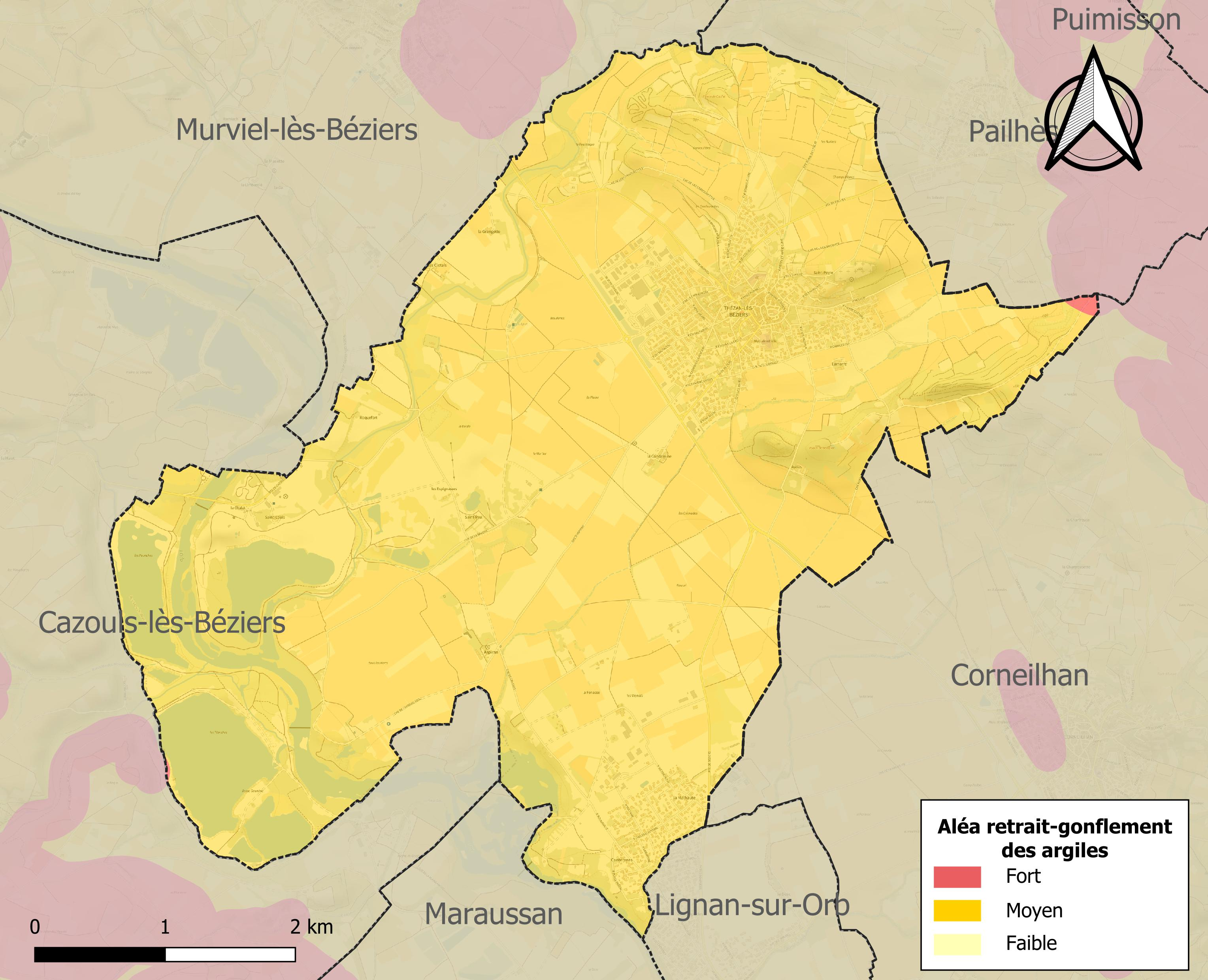
Carte des zones d'aléa retrait-gonflement des sols argileux de Thézan-lès-Béziers.

Le retrait-gonflement des sols argileux est susceptible d'engendrer des dommages importants aux bâtiments en cas d’alternance de périodes de sécheresse et de pluie. La totalité de la commune est en aléa moyen ou fort (59,3 % au niveau départemental et 48,5 % au niveau national). Sur les 1 241 bâtiments dénombrés sur la commune en 2019, 1 241 sont en aléa moyen ou fort, soit 100 %, à comparer aux 85 % au niveau départemental et 54 % au niveau national. Une cartographie de l'exposition du territoire national au retrait gonflement des sols argileux est disponible sur le site du BRGM,.
Par ailleurs, afin de mieux appréhender le risque d’affaissement de terrain, l'inventaire national des cavités souterraines permet de localiser celles situées sur la commune.

#### Risques technologiques
Le risque de transport de matières dangereuses sur la commune est lié à sa traversée par des infrastructures routières ou ferroviaires importantes ou la présence d'une canalisation de transport d'hydrocarbures. Un accident se produisant sur de telles infrastructures est susceptible d’avoir des effets graves sur les biens, les personnes ou l'environnement, selon la nature du matériau transporté. Des dispositions d’urbanisme peuvent être préconisées en conséquence.
La commune est en outre située en aval du Barrage des monts d'Orb, un ouvrage de classe A sur l'Orb, mis en service en 1961 et disposant d'une retenue de 30,6 millions de mètres cubes. À ce titre elle est susceptible d’être touchée par l’onde de submersion consécutive à la rupture de cet ouvrage.

## Toponymie
La commune a été connue sous les variantes : de Tesano, (vers 972), ad Tezano (1026), de Tezano (1158), de Tesano (1222), de >Thesano (1323), de Thezano (1361), Thezan (1571), etc.
Le nom Thézan dérive d'un domaine romano-germanique, nom d'homme germanique Tedo, Teza ou Tezo + suffixe -anum.

## Histoire

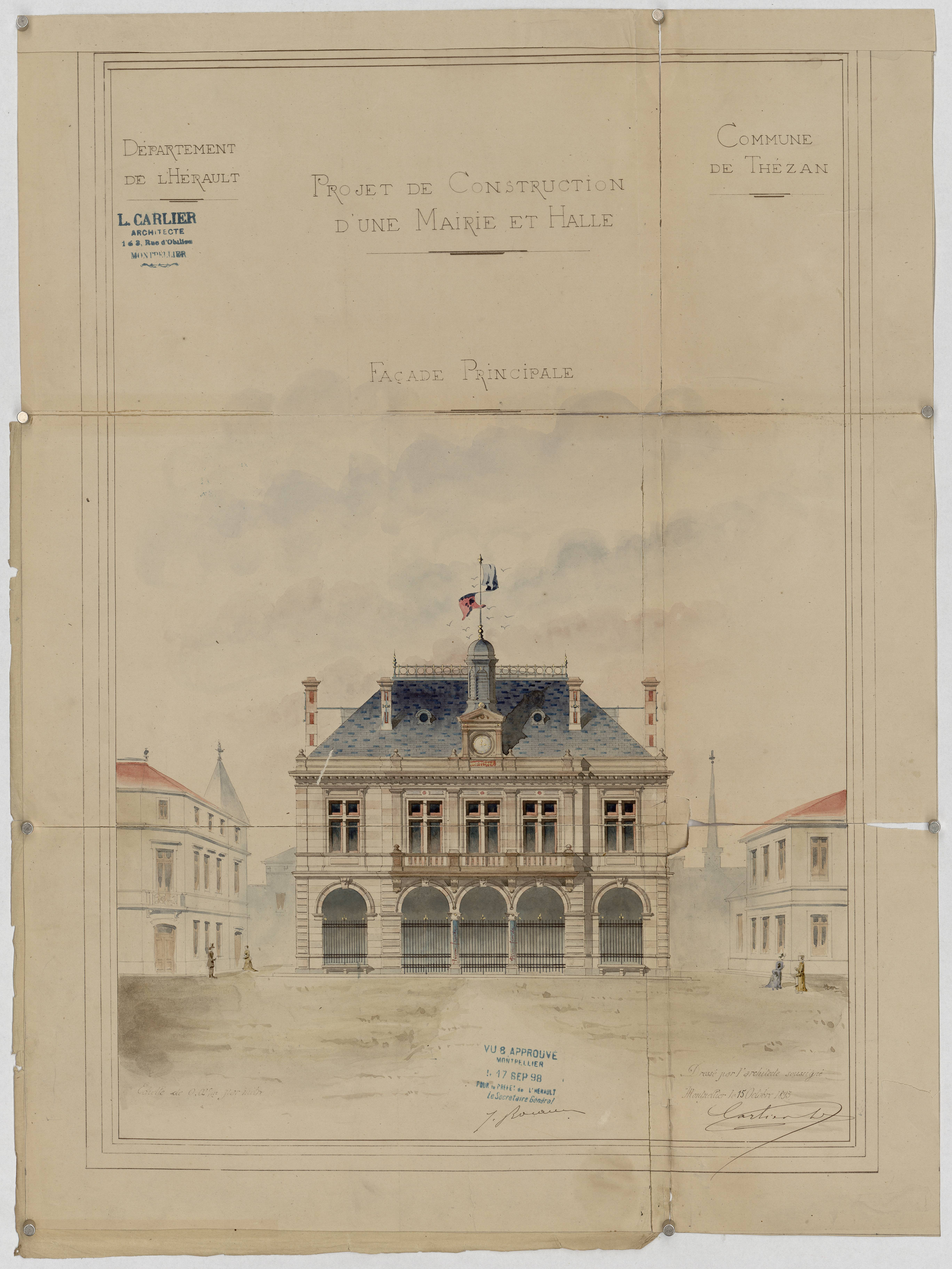
Plan de la façade de la mairie (1893)

Au début du XVIIIe siècle, l'église paroissiale est consacrée à Notre-Dame-de-Pitié.
Le 20 novembre 1893, Thézan prend le nom de Thézan-lès-Béziers.

## Politique et administration
| Période   | Période            | Identité                | Étiquette | Qualité                                    |
| --------- | ------------------ | ----------------------- | --------- | ------------------------------------------ |
| 1790      | 1792               | Abbé de Nouary          |           |                                            |
| 1792      | 1793               | Joseph Arnaud           |           |                                            |
| 1793      | 1796               | Charles André Cabanes   |           |                                            |
| 1796      | 1798               | Jean-Pierre Rastoul     |           |                                            |
| 1798      | 1810               | Antoine Farret          |           |                                            |
| 1810      | 1816               | Jean Farret             |           |                                            |
| 1816      | 1830               | Jean-Pierre Flourens    |           |                                            |
| 1830      | 1843               | Benoit Arnaud           |           |                                            |
| 1843      | 1848               | Nazaire Charles Cayrol  |           |                                            |
| 1848      | 1848               | Pierre François Vinais  |           |                                            |
| 1848      | 1859               | André Arnaud            |           |                                            |
| 1859      | 1865               | François Vinais         |           |                                            |
| 1865      | 1870               | Louis de Crozals Arnaud |           |                                            |
| 1870      | 1870               | Jules Griffe            |           |                                            |
| 1870      | 1871               | Achille Arnaud          |           |                                            |
| 1871      | 1871               | Jean Caucanas           |           |                                            |
| 1871      | 1873               | Achille Arnaud          |           |                                            |
| 1873      | 1874               | Clément Andrieu         |           |                                            |
| 1874      | 1876               | Jean Vialles            |           |                                            |
| 1876      | 1876               | Achille Arnaud          |           |                                            |
| 1876      | 1878               | Henri Cavalier          |           |                                            |
| 1878      | 1881               | Charles Cayrol          |           |                                            |
| 1881      | 1884               | Clément Andrieu         |           |                                            |
| 1884      | 1888               | Pierre Linas            |           |                                            |
| 1888      | 1890               | Clément Andrieu         |           |                                            |
| 1890      | 1892               | Abel Guilhen            |           |                                            |
| 1892      | 1904               | Pierre Linas            |           |                                            |
| 1904      | 1907               | Emile Andrieu           |           |                                            |
| 1907      | 1910               | Urbain Jullian          |           |                                            |
| 1910      | 1912               | Raymond Senquery        |           |                                            |
| 1912      | 1919               | Pierre Delcellier       |           |                                            |
| 1919      | 1920               | Joseph Bedos            |           |                                            |
| 1920      | 1944               | Eugène Corbiere         |           |                                            |
| 1944      | 1947               | Urbain Jullian          |           |                                            |
| 1947      | 1953               | Louis Prunet            |           | Instituteur                                |
| 1953      | mai 1963 (décès)   | Maurice Jourdan         | SFIO      | Viticulteur Conseiller général (1955-1963) |
| mai 1963  | 1965               | Gaston Esparvier        |           | Assure l'intérim                           |
| 1965      | juin 1995          | Fernand Roques          |           | Instituteur                                |
| juin 1995 | mars 2001          | Bernard Cliche          |           |                                            |
| mars 2001 | avril 2005 (décès) | Jean Delhon             | DVG       |                                            |
| mai 2005  | En cours           | Alain Duro              | SE        | Retraité                                   |

## Démographie

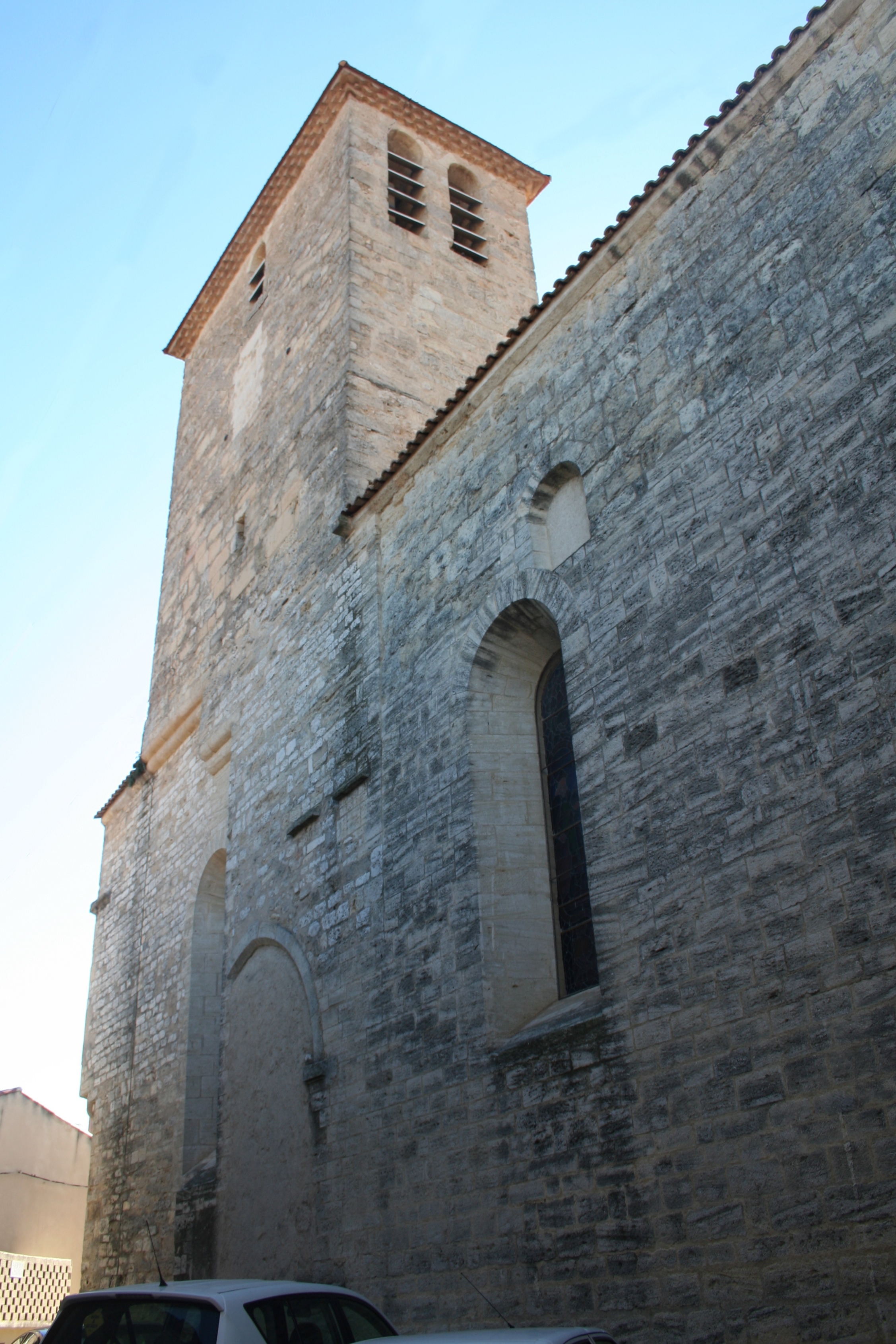
Clocher de l'église Saints-Pierre-et-Paul

L'évolution du nombre d'habitants est connue à travers les recensements de la population effectués dans la commune depuis 1793. Pour les communes de moins de 10 000 habitants, une enquête de recensement portant sur toute la population est réalisée tous les cinq ans, les populations de référence des années intermédiaires étant quant à elles estimées par interpolation ou extrapolation. Pour la commune, le premier recensement exhaustif entrant dans le cadre du nouveau dispositif a été réalisé en 2004.

En 2022, la commune comptait 3 070 habitants, en évolution de +3,33 % par rapport à 2016 (Hérault : +7,49 %, France hors Mayotte : +2,11 %).
| 1793 | 1800 | 1806  | 1821  | 1831 | 1836 | 1841 | 1846  | 1851  |
| ---- | ---- | ----- | ----- | ---- | ---- | ---- | ----- | ----- |
| 908  | 947  | 1 000 | 1 015 | 984  | 992  | 965  | 1 019 | 1 004 |

| 1856  | 1861  | 1866  | 1872  | 1876  | 1881  | 1886  | 1891  | 1896  |
| ----- | ----- | ----- | ----- | ----- | ----- | ----- | ----- | ----- |
| 1 007 | 1 036 | 1 077 | 1 064 | 1 114 | 1 164 | 1 288 | 1 467 | 1 521 |

| 1901  | 1906  | 1911  | 1921  | 1926  | 1931  | 1936  | 1946  | 1954  |
| ----- | ----- | ----- | ----- | ----- | ----- | ----- | ----- | ----- |
| 1 638 | 1 643 | 1 537 | 1 556 | 1 573 | 1 521 | 1 501 | 1 378 | 1 360 |

| 1962  | 1968  | 1975  | 1982  | 1990  | 1999  | 2004  | 2006  | 2009  |
| ----- | ----- | ----- | ----- | ----- | ----- | ----- | ----- | ----- |
| 1 442 | 1 499 | 1 957 | 2 016 | 2 008 | 2 077 | 2 373 | 2 422 | 2 610 |

| 2014  | 2019  | 2022  | - | - | - | - | - | - |
| ----- | ----- | ----- | - | - | - | - | - | - |
| 2 921 | 3 029 | 3 070 | - | - | - | - | - | - |

## Économie

### Revenus
En 2018, la commune compte 1 280 ménages fiscaux, regroupant 3 008 personnes. La médiane du revenu disponible par unité de consommation est de 20 830 € (20 330 € dans le département). 45 % des ménages fiscaux sont imposés (45,8 % dans le département).

### Emploi
|                | 2008   | 2013   | 2018   |
| -------------- | ------ | ------ | ------ |
| Commune        | 7,9 %  | 12,7 % | 11,1 % |
| Département    | 10,1 % | 11,9 % | 12 %   |
| France entière | 8,3 %  | 10 %   | 10 %   |

En 2018, la population âgée de 15 à 64 ans s'élève à 1 725 personnes, parmi lesquelles on compte 77,6 % d'actifs (66,5 % ayant un emploi et 11,1 % de chômeurs) et 22,4 % d'inactifs,. En  2018, le taux de chômage communal (au sens du recensement) des 15-64 ans est inférieur à celui du département, mais supérieur à celui de la France, alors qu'en 2008 il était inférieur à celui de la France.
La commune fait partie de la couronne de l'aire d'attraction de Béziers, du fait qu'au moins 15 % des actifs travaillent dans le pôle,. Elle compte 681 emplois en 2018, contre 633 en 2013 et 472 en 2008. Le nombre d'actifs ayant un emploi résidant dans la commune est de 1 165, soit un indicateur de concentration d'emploi de 58,4 % et un taux d'activité parmi les 15 ans ou plus de 54,8 %.
Sur ces 1 165 actifs de 15 ans ou plus ayant un emploi, 270 travaillent dans la commune, soit 23 % des habitants. Pour se rendre au travail, 88,8 % des habitants utilisent un véhicule personnel ou de fonction à quatre roues, 1,3 % les transports en commun, 6,3 % s'y rendent en deux-roues, à vélo ou à pied et 3,7 % n'ont pas besoin de transport (travail au domicile).

### Activités hors agriculture

#### Secteurs d'activités
286 établissements sont implantés  à Thézan-lès-Béziers au 31 décembre 2019. Le tableau ci-dessous en détaille le nombre par secteur d'activité et compare les ratios avec ceux du département,.
| Secteur d'activité                                                                                        | Commune | Commune | Département |
| Secteur d'activité                                                                                        | Nombre  | %       | %           |
| --- | ------- | ------- | ----------- |
| Ensemble                                                                                                  | 286     | 100 %   | (100 %)     |
| Industrie manufacturière, industries extractives et autres                                                | 20      | 7 %     | (6,7 %)     |
| Construction                                                                                              | 66      | 23,1 %  | (14,1 %)    |
| Commerce de gros et de détail, transports, hébergement et restauration                                    | 73      | 25,5 %  | (28 %)      |
| Information et communication                                                                              | 1       | 0,3 %   | (3,3 %)     |
| Activités financières et d'assurance                                                                      | 10      | 3,5 %   | (3,2 %)     |
| Activités immobilières                                                                                    | 17      | 5,9 %   | (5,3 %)     |
| Activités spécialisées, scientifiques et techniques et activités de services administratifs et de soutien | 36      | 12,6 %  | (17,1 %)    |
| Administration publique, enseignement, santé humaine et action sociale                                    | 37      | 12,9 %  | (14,2 %)    |
| Autres activités de services                                                                              | 26      | 9,1 %   | (8,1 %)     |

Le secteur du commerce de gros et de détail, des transports, de l'hébergement et de la restauration est prépondérant sur la commune puisqu'il représente 25,5 % du nombre total d'établissements de la commune (73 sur les 286 entreprises implantées  à Thézan-lès-Béziers), contre 28 % au niveau départemental.

#### Entreprises et commerces
Les cinq entreprises ayant leur siège social sur le territoire communal qui génèrent le plus de chiffre d'affaires en 2020 sont : 
- Barthez Bis, hypermarchés (33 124 k€)
- Colombeau Alu, travaux de menuiserie métallique et serrurerie (2 603 k€)
- Micka TP, travaux de démolition (2 012 k€)
- Brico Thezan, commerce de détail de quincaillerie, peintures et verres en grandes surfaces (400 m² et plus) (1 418 k€)
- Béton Concept 68, travaux de maçonnerie générale et gros œuvre de bâtiment (905 k€)

### Agriculture
La commune est dans la « Plaine viticole », une petite région agricole occupant la bande côtière du département de l'Hérault. En 2020, l'orientation technico-économique de l'agriculture  sur la commune est la viticulture.
|               | 1988 | 2000 | 2010 | 2020 |
| ------------- | ---- | ---- | ---- | ---- |
| Exploitations | 114  | 76   | 35   | 26   |
| SAU (ha)      | 930  | 839  | 771  | 798  |

Le nombre d'exploitations agricoles en activité et ayant leur siège dans la commune est passé de 114 lors du recensement agricole de 1988  à 76 en 2000 puis à 35 en 2010 et enfin à 26 en 2020, soit une baisse de 77 % en 32 ans. Le même mouvement est observé à l'échelle du département qui a perdu pendant cette période 67 % de ses exploitations,. La surface agricole utilisée sur la commune a également diminué, passant de 930 ha en 1988 à 798 ha en 2020. Parallèlement la surface agricole utilisée moyenne par exploitation a augmenté, passant de 8 à 31 ha.

## Culture locale et patrimoine

### Lieux et monuments
- Église Saints-Pierre-et-Paul de Thézan-lès-Béziers.

Thézan a été la première commune de France à décider d’ériger un monument à la mémoire de ses soldats tombés à la guerre de 1914-1918.
Le 24 décembre 1914, le conseil municipal a pris la décision d’ériger un monument à la mémoire des soldats tués pendant la guerre. Elle faisait suite à l’annonce au tout début du conflit des deux premières victimes thézanaises, le soldat François Sauzet âgé de 22 ans et le caporal René Lentheric âgé de 31 ans alors conseiller municipal.

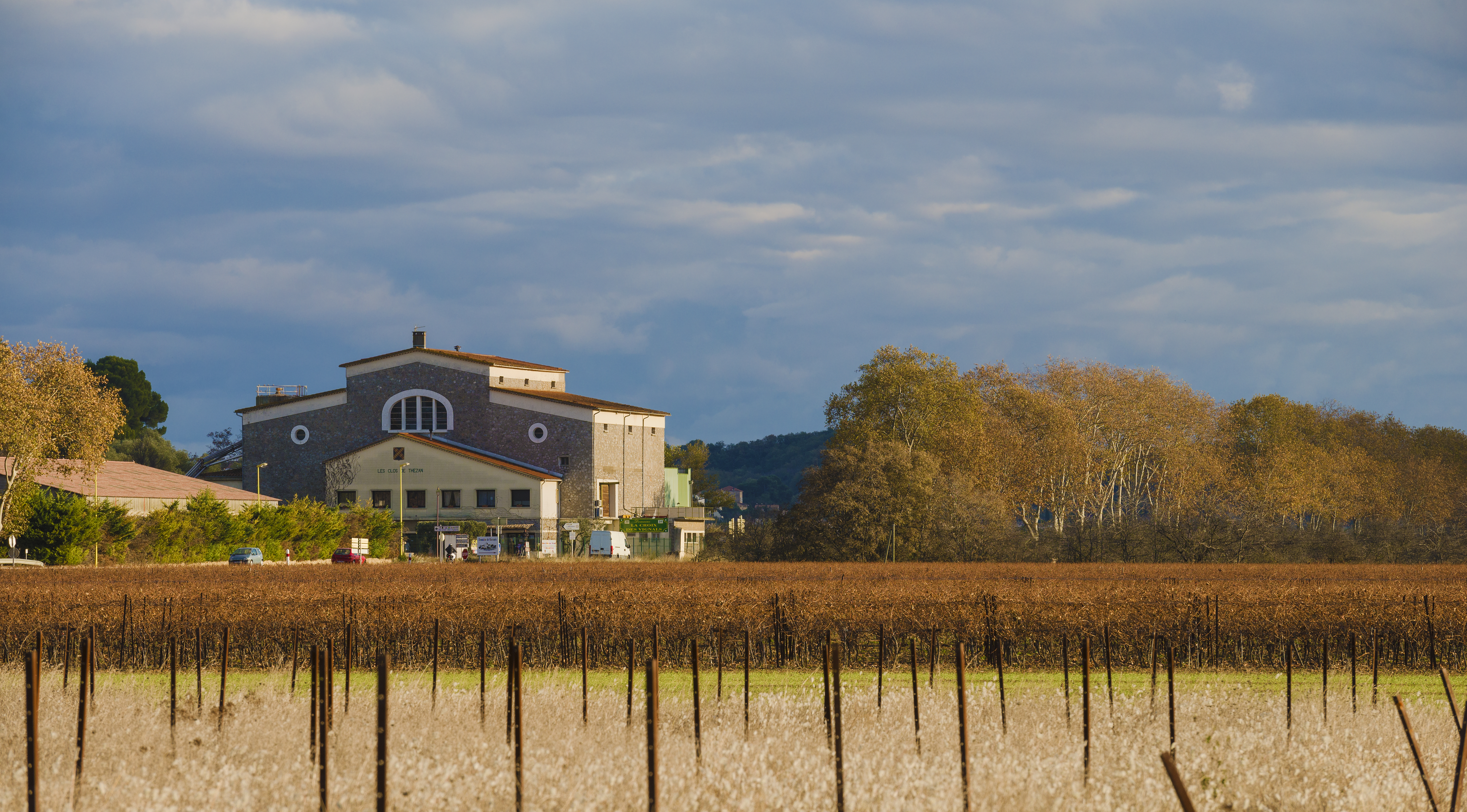
La cave coopérative.

Le monument aux morts, est situé au centre du village (pas très loin de la place du village), la statue qui orne le monument est une œuvre du sculpteur Jean Magrou, disciple du sculpteur Jean-Antoine Injalbert; le monument a été édifié par décision du conseil municipal du 21 mars 1919.
En 1923 il fut entouré d’une grille verte et blanche réalisée par Damien Ramonet, serrurier à Thézan. Les noms des personnes mortes ou disparues y figurent et des fleurs entourent le monument afin  d'honorer les 59 Thézanais qui ont péri pour la France lors des conflits mondiaux.

### Héraldique
|  | Les armoiries de Thézan-lès-Béziers se blasonnent ainsi : De sable, au sautoir losangé d'or et de gueules. |

### Personnalités liées à la commune
- Charles Griffe, magistrat et homme politique (sénateur) né le 18 octobre 1825 à Thézan-lès-Béziers (Hérault) et décédé le 13 janvier 1895 à Paris.
- Paul Philémon Rastoul, médecin, membre du Conseil de la Commune de Paris, né à Thézan en 1835.
- Raoul Calas, député communiste de l'Hérault (1946-1951 et 1956-1958), né à Thézan le 25 mars 1899.
- Paul-Henri Cugnenc (1946-2007), député UMP de l'Hérault, né à Thézan.